# (65667) 1987 SM5
(65667) 1987 SM5 es un asteroide perteneciente al cinturón de asteroides, descubierto el 30 de septiembre de 1987 por Poul Jensen desde el Observatorio Brorfelde, Holbæk, Dinamarca.

## Designación y nombre
Designado provisionalmente como 1987 SM5. 

## Características orbitales
(65667) 1987 SM5 está situado a una distancia media del Sol de 3,039 ua, pudiendo alejarse hasta 3,656 ua y acercarse hasta 2,422 ua. Su excentricidad es 0,203 y la inclinación orbital 15,153 grados. Emplea 1934,92 días en completar una órbita alrededor del Sol.
Los próximos acercamientos a la órbita de Júpiter ocurrirán el 28 de abril de 2064, el 3 de marzo de 2112 y el 10 de enero de 2160.
Pertenece a la familia de asteroides de (3438) Inarradas.

## Características físicas
La magnitud absoluta de (65667) 1987 SM5 es 13,77. Tiene 9,376 km de diámetro y su albedo se estima en 0,088.